# Armadaportrættet
Armadaportrættet er navnet på tre af de eksisterende versioner af et allegorisk panneau, der forestiller dronning Elizabeth 1. af England mod en baggrund, der repræsenterer sejren over den spanske armada i 1588.

## Ikonografi
Kombinationen af et portræt af Elizabeth 1. i et landskabsformat er "uden fortilfælde", omend allegoriske portrætter i dette format, såsom Family of Henry VIII: An Allegory of the Tudor Succession fra 1572 af Lucas Heere, går forud for Armadaportrættet.
Engelsk kunst i denne periode var isoleret fra strømningerne i det katolske Italien, og var mere inspireret af flamske illuminerede manuskripter og heraldik end af renæssance-idéerne om samstemmelse af tid og rum i kunsten. Armadaportrættet er et eksempel på dette: stolen til højre i portrættet ses fra to vinkler, ligesom bordene til venstre. Baggrunden viser også to forskellige udpluk af sejren over den spanske armada. I baggrunden til venstre ses engelske brandskibe drive mod den spanske flåde, og til højre i baggrunden ses de spanske skibe drive mod en klippekyst af den såkaldte "protestantiske vind". Elizabeth 1. ses også med ryggen til det stormfulde, mørke hav, mens hun vender ansigtet mod sollyset, som er en ikonografi, der går igen i Marcus Gheeraerts den Yngres "Ditchley"-portræt af dronningen fra 1592.
Elizabeth 1.'s hånd hviler på en globe under en krone, hvor "hendes fingrer berør Amerika, der indikerer Englands [kommando over havene] og [drømme om at etablere kolonier] i Den Nye Verden". Dronningen er flankeret af to søjler bagved, som sandsyngligvis er en reference til den berømte devise af Karl 5. (far til Filip 2. af Spanien), og er en reference til Herkules' Søjler.
Kunsthistorikerne Andrew og Catherine Belsey har pointeret portrættets slående geometri, som gentager cirkulære og buede mønstre i form af kronen, globen, ærmerne, pibekraven og dronningens kjole. Historikerne bemærker kontrasten mellem de store perler (der symboliserer kyskhed og jomfruelighed), som hun er smykket med, og så den havfrue, der er afbilledet på stolen bag hende, som historikerne mener enten er et symbol på, at dronningen har luret sømændene i døden, eller et symbol på den henrettede Marie Stuart. Elizabeth vender også væk fra havfruen, hvilket kan symbolisere, at Marie Stuarts konspirationer og hendes henrettelse er bag dronningen nu. Kronen symboliserer naturligvis det engelske monarki.
Perlekæderne i portrættet repræsenterer muligvis de perler, som Elizabeth 1. købte fra Marie Stuarts smykkesamling i 1568.

## Udgaver
Der eksisterer tre udgaver af potrættet, udover flere afledte portrætter:
- Versionen i Woburn Abbey.
- Versionen på National Portrait Gallery, London, som er blevet beskåret i begge sider, så der kun er portrættet af dronningen.
- Versionen ejet af Tyrwhitt-Drake-familien, som kan have været bestilt af Sir Francis Drake, og som første gang var bogført på Shardeloes i Buckinghamshire i 1775. Fagpersoner er enige om, at denne version er fra en anden kunsters værksted end de to andre, hvilket især er tydeligt på forskellige malerteknikker og forskelle i detaljer på dragten.[2] Værket blev malet omfattende over senere i det 17. århundrede, hvilket komplicerer tilskrivningen af værket til en bestemt kunster og kan forklare de forskellige detaljeforskelle.[1][7] Drake-versionen blev købt af staten for £10,3 millioner i juli 2016, efter indstilling fra den engelske Art Fund. Værket hænger i Royal Museums Greenwichs nationale samling på Queen's House, et kongeligt residens fra det 17. århundrede bygget på samme beliggenhed som Greenwich Palace, Elizabeth 1.'s fødested.[8][9]

De to første portrætter var tidligere tilskrevet Elizabeth 1.'s hofmaler George Gower, men kuratorer på National Portrait Gallery mener i dag, at alle tre versioner er produceret i forskellige værksteder, og tilskriver værkerne til "en ukendt engelsk kunstner".